# Samuel-Maurice Marchand
Samuel-Maurice Marchand, né le 21 août 1842 à Montendre (Charente-Maritime) et mort le 11 février 1923 à Bordeaux (Gironde), est un homme politique français.

## Biographie
Maire de Montendre de 1878 à 1909, il est élu député de Charente-Maritime en 1902, mais est invalidé et est battu lors de l'élection partielle qui suit.

### Sources
- « Samuel-Maurice Marchand », dans le Dictionnaire des parlementaires français (1889-1940), sous la direction de Jean Jolly, PUF, 1960 [détail de l’édition]